# John Farrell (baseballista)
John Edward Farrell (ur. 4 sierpnia 1962) – amerykański baseballista, który występował na pozycji miotacza.

## Kariera zawodnicza
W czerwcu 1984 został wybrany w drugiej rundzie draftu z numerem 23. przez Cleveland Indians i początkowo grał w klubach farmerskich tego zespołu, między innymi w Buffalo Bisons, reprezentującym poziom Triple-A. W Major League Baseball zadebiutował 18 sierpnia 1987 w meczu przeciwko Milwaukee Brewers jako closer, w którym zaliczył zwycięstwo. Z powodu problemów z łokciem nie zagrał żadnego meczu w sezonie 1991 i 1992. Grał jeszcze w California Angels, ponownie w Cleveland Indians i Detroit Tigers, w którym zakończył zawodniczą karierę.

## Kariera szkoleniowa
W 1997 został asystentem trenera drużyny uniwersyteckiej, w której grał podczas studiów Oklahoma State Cowboys. W latach 2001–2006 był dyrektorem ds. rozwoju zawodników w Cleveland Indians. W 2006 został zatrudniony na stanowisku trenera miotaczy i funkcję tę pełnił do końca sezonu 2010. W 2011 i 2012 był menadżerem Toronto Blue Jays notując bilans zwycięstw i porażek 154–170.
W październiku 2012 zastąpił Terry'ego Franconę na stanowisku menadżera Boston Red Sox. W pierwszym sezonie prowadzenia zespołu zajął 1. miejsce w AL East z bilansem 97–65 i wygrał World Series z St. Louis Cardinals w sześciu meczach; po raz pierwszy od 1918 Red Sox zapewnili sobie mistrzowski tytuł przed własną publicznością na Fenway Park. W 2013 został wybrany przez magazyn Sporting News najlepszym menadżerem w American League. W październiku 2017, po przegranych przez Red Sox American League Division Series z Houston Astros, Farrell został zwolniony z funkcji menadżera zespołu.

## Nagrody i wyróżnienia
| Nagroda/wyróżnienie      | Lata | Źródło |
| Zwycięzca w World Series | 2013 | [ 4 ]  |

## Statystyki menadżerskie
Stan na koniec sezonu 2017
| Sezon              | Klub               | Liga               | Mecze | Zwycięstwa | Porażki | Proc. zw. i por. |
| ------------------ | ------------------ | ------------------ | ----- | ---------- | ------- | ---------------- |
| 2011–2012          | Toronto Blue Jays  | AL                 | 324   | 154        | 170     | 0,475            |
| 2013–              | Boston Red Sox     | AL                 | 810   | 432        | 378     | 0,533            |
| Łącznie w karierze | Łącznie w karierze | Łącznie w karierze | 1134  | 586        | 548     | 0,517            |